# Jerzy Urbański
Jerzy Urbański (ur. 28 marca 1923 w Krukówku, zm. ?) – polski ślusarz, poseł na Sejm PRL III kadencji.

## Życiorys
Uzyskał wykształcenie średnie niepełne, z zawodu był ślusarzem narzędziowym. Został przewodniczącym Rady Robotniczej Zakładów Mechanicznych im. Marcelego Nowotki w Warszawie. Wstąpił do Polskiej Zjednoczonej Partii Robotniczej, z jej ramienia w 1961 został posłem na Sejm PRL z okręgu Warszawa–Wola, w trakcie kadencji zasiadał w Komisji Handlu Wewnętrznego oraz w Komisji Przemysłu Ciężkiego, Chemicznego i Górnictwa. Pełnił funkcję przewodniczącego Stołecznego Komitetu Frontu Jedności Narodu.